# 阮明莊
阮明莊（1995年7月25日—），藝名明莊，為出生於越南海防市的女演員及模特。代表作有《惹火嬌妻》與《蘋果樹花開》。

## 演藝經歷
明莊在就讀河內戲劇與電影學院期間，即參與了不少廣告與戲劇的拍攝。
2018年在戲劇俄羅斯戀歌飾演演員譚孫宜·麥的青年時期而爆紅。

## 影視作品
註：以下資料整理自阮明莊於IMDb的影視簡歷。

### 電影
| 年份   | 上映日期              | 片名                   | 角色     |
| 2019年 | 2019年1月11日（越南） | 《Yolo，你只活了一次》 | DJ Trang |
| 2019年 | 2019年5月24日（越南） | 《五月之戀》           | Mai Ngọc |

### 戲劇
| 首播年份 | 戲名             | 戲名   | 播放平台              | 角色               |
| 首播年份 | 譯名             | 原文名 | 播放平台              | 角色               |
| 2018年   | 《俄羅斯戀歌》   |        | VTV1                  | Quyên （青年時期） |
| 2019年   | 《粉紅天使醫院》 |        | NhacPro Tube          | Xuân               |
| 2019年   | 《粉紅天使醫院》 | HTV7   |                       | Xuân               |
| 2020年   | 《白馬王子》     |        | VTV Giải Trí Official | 未知               |
| 2020年   | 《惹火嬌妻》     |        | HTV2                  | Nhã Đan （雅丹）   |
| 2021年   | 《蘋果樹花開》   |        | HTV2                  | Thanh Trúc         |
| 2023年   | 《愛在婚前》     |        | VieON                 |                    |

## MV
| 年份   | 歌名                 | 歌手      | 備註  |
| 2018年 | 愛你是我最大的幸福   | 阮福盛    | [ 3 ] |
| 2019年 | 宿醉                 | 辛氏·蘇伊 | [ 4 ] |
| 2019年 | 別再愛了，我真的累了 | 阮明姮    | [ 5 ] |

## 外部連結
- 阮明莊的Instagram帳戶（越南文）
- 阮明莊的Facebook專頁（越南文）
- 阮明莊的個人Facebook（越南文）
- 阮明莊在豆瓣上的资料（简体中文）